# Drabet på Betina Christensen
Drabet på Betina Christensen er et drab, som formodes at være begået i januar 1990. Den 3. januar 1990 forsvandt den 22-årige prostituerede Betina Christensen sporløst.
Liget af Betina Christensen blev fundet i 1997 på bunden af en brønd i Kødbyen på Vesterbro i København. Trods efterforskning og mange afhøringer er drabet er fortsat uopklaret.

## Baggrund
Betina Christensen var vokset op i Frederikshavn-området. Som 17-årig begyndte hun at færdes i narkomiljøet på Vesterbro. Hun var en kendt skikkelse i prostitutions- og narkomiljøet på Halmtorvet. I sommeren 1989 mødte hun en yngre fyr, som hun blev forelsket i og gravid med. Hun påbegyndte nedtrapning på metadon og flyttede ud til ham i Gladsaxe.

### Drabet og efterforskning
Betina Christensen blev sidst set i live den 3. januar 1990. Hun var gravid i 14. uge og meldt savnet den 6. april 1990 af en læge på Glostrup Sygehus, da hun ikke dukkede op til en graviditetsundersøgelse. Trods politiets indsats lykkedes det aldrig at finde hende i live. Den 31. januar 1997 fandt to kloakarbejdere et menneskelig på bunden af en kloak-brønd på Halmtorvet. I syv år havde liget ligget skjult i brønden, da personalet på en slamsuger fandt hende.
Det tog en uge at identificere liget. Retsmedicineren var på grund af ligets tilstand ikke i stand til at identificere dødsårsagen. Liget havde et mindre sår i panden, men drabsafdelingen hældte mest til den teori, at offeret var blevet kvalt – eventuelt af en utilfreds kunde eller folk fra narkomiljøet. Teorien om at en kunde muligvis stod bag støttedes af, at liget blev fundet med nøgen underkrop.